# Mautern an der Donau
Mautern an der Donau är en stadskommun i förbundslandet Niederösterreich i Österrike. Den ligger i distriktet Krems vid floden Donau. Kommunen har 3 413 invånare (2024).
Kommunen består av fyra orter (Ortschaften) (inom parentes invånarantal 1 januari 2024):
- Baumgarten (170)
- Mautern an der Donau (2 795)
- Hundsheim (203)
- Mauternbach (245)